# Третьяков, Владимир Николаевич
Влади́мир Никола́евич Третьяко́в (1953, Архангельск, Архангельская область, РСФСР, СССР — 19 августа 1979) — советский серийный убийца, убивший 7 женщин в Архангельске в 1977—1978 годах.

## Биография

### Жизнь до убийств
Владимир Третьяков родился в 1953 году. Отец бросил семью до его рождения, Владимир рос вместе с пьющей матерью, которая его часто избивала, а затем вообще отдала на воспитание бабушке и уехала в Ташкент. С тех пор он возненавидел пьющих женщин. После школы ушёл в армию, затем окончил ПТУ. Несколько лет Третьяков прожил в Кемеровской области, где научился разделывать скотину. Позднее этот навык ему весьма пригодился. После возвращения из армии он женился, устроился слесарем-ремонтником на железную дорогу. Третьяков начал скандалить с женой из-за того, что она, по мнению Третьякова, слишком много выпивала. В какой-то момент жене всё это надоело, и она выгнала мужа из квартиры.
В середине 1970-х годов Третьяков работал монтёром железнодорожных путей в Архангельске, был ударником коммунистического труда, членом добровольной народной дружины, не раз задерживал хулиганов и алкоголиков. Как отличный работник в 1977 году он получил отдельную квартиру в одной из новостроек Архангельска (квартира № 130, дом № 13 по проспекту Дзержинского, впоследствии получивший в народе название «Третьяковка»). Он познакомился с Ангелиной Королёвой, с которой у него были серьёзные отношения. Вскоре Владимира стало раздражать, что женщина часто употребляет алкоголь. На этой почве у Третьякова и его сожительницы часто возникали ссоры, одна из которых закончилась первым преступлением будущего маньяка.

### Убийства
9 декабря 1977 года, придя домой и застав Королёву в пьяном виде, Третьяков задушил её. Поняв, что она мертва, он при помощи топора и ножа расчленил труп, а ночью вынес его в рюкзаке и выбросил останки на пустыре недалеко от железнодорожного вокзала Архангельска. После этого Третьяков решил бороться с женским пьянством и стал убивать тех женщин, которых видел на улицах в пьяном виде. 13 декабря он совершил убийство Анны Петровой, также в своей квартире. Все последующие убийства он совершил с одним и тем же почерком. За декабрь 1977 года Третьяков убил и расчленил ещё двух женщин (20 декабря — Анну Попову, 28 декабря — Екатерину Марченко). Ещё одну (Марию Герасимову) он убил 13 января 1978 года.
В Архангельске началась паника. Ходили слухи о том, что маньяк продаёт мясо убитых им жертв на рынке, однако в процессе следствия эта версия подтверждения не нашла. Радио «Голос Америки» сообщило, что в городе были отмечены случаи людоедства. 25 января Третьяков совершил двойное убийство двух девочек (Инны Игнахиной и Светы Еремеевой), которых пригласил к себе домой и предложил выпить. По его же собственным словам,
Если они уже в таком возрасте так легко соглашаются домой к незнакомым людям ходить и пить с ними, то что же из них дальше получится?

### Арест, следствие и суд
Убив и расчленив девочек, маньяк оставил тела лежать на балконе своей квартиры. Во время обхода соседей Третьякова в ходе расследования исчезновения его сожительницы тот вернулся домой. Начальник отдела уголовного розыска Донат Попов, ведший следствие, в одиночку пошёл к маньяку. Когда он предложил проехать в отделение милиции, Третьяков решил убить милиционера в лифте, однако тот понял его замысел и обманул его, сообщив, что с ним пришло ещё несколько его коллег. Третьяков был доставлен в милицию. Исчезновение Ангелины Королёвой он объяснил тем, что она запила и пропала. В квартире был проведён обыск. По воспоминаниям производивших его,
Квартира была маленькая. В ней стоял специфический запах крови. Когда вошёл понятой, сосед Третьякова, он упал в обморок, потом его госпитализировали с сердечным приступом.
На допросах Третьяков вскоре во всём признался и сообщил обо всех своих семерых жертвах, затем показал все места захоронений, которые ещё не были к тому времени обнаружены. На следственные эксперименты Третьякова, опасаясь мести жителей Архангельска, возили под усиленной охраной с собаками. Третьяков был признан вменяемым и отдающим отчёт в своих действиях.
11 августа 1978 года Архангельский областной суд приговорил Владимира Третьякова к высшей мере наказания — смертной казни через расстрел. Осуждённый попытался обжаловать приговор, ссылаясь на своё тяжёлое детство и ударный общественно полезный труд. Однако Верховный Суд РСФСР оставил приговор без изменения, сообщив:
Учитывая, что Третьяков убил семь человек, отклонить ходатайство о помиловании Третьякова Владимира Николаевича.
19 августа 1979 года приговор был приведён в исполнение.

## В массовой культуре
- Документальный фильм «Мясник» из цикла «Следствие вели» (2008)
- Документальный фильм «Нехорошая квартира» из цикла «Легенды советского сыска» (2011)
- Документальный фильм «Архангельский маньяк „Мясник“» из цикла «Без срока давности» (2013)